# Podgorica–Shkodra-vasútvonal
A Podgorica–Shkodra-vasútvonal egy normál nyomtávú, egyvágányú, nem villamosított 63,5 km hosszú vasútvonal Montenegróban és Albániában, Shkodra és a montenegrói főváros, Podgorica között. A vasútvonal kapcsolódik a híres Belgrád–Bar-vasútvonalhoz, a Nikšić–Podgorica-vasútvonalhoz Podgoricaban és a Shkodra–Vora-vasútvonalhoz Shkodráben. A vonalat Podgorica-Tuzi között 29,5 km hosszan a ŽCG, Tuzi és Shkodra között 34 km hosszan az Hekurudha Shqiptarë üzemelteti. Ez a vonal Albánia egyetlen nemzetközi vonala. Jelenleg elsősorban csak teherszállítás zajlik rajta.

## Története
A vasútvonal 1984 és 1985 között épült. Jelenleg tervben van a vonal kiváltása egy újépítésű nagysebességű vasútvonallal.